# Пол Крейг Робертс
Пол Крейг Робертс (англ. Paul Craig Roberts; нар.. 3 квітня 1939 року (Атланта, Джорджія, США) — американський економіст, політичний та економічний оглядач.
Працював у федеральному уряді Сполучених Штатів Америки, а також викладав у кількох університетах США. Прихильник економіки пропозиції та противник зовнішньої політики США.
Отримав докторський ступінь в Університеті Вірджинії, де навчався під керівництвом Г. Воррена Наттера. Він працював аналітиком і радником у Конгресі США, де його вважали основним автором оригінального законопроєкту про податок на економічне відновлення 1981 року. Він був помічником міністра фінансів США з економічної політики за президентства Рональда Рейгана і — після відходу з уряду — десять років обіймав посаду завідувача кафедри економіки Вільяма Е. Саймона в Центрі стратегічних і міжнародних досліджень, а також працював у кількох правліннях різних компаній. Колишній помічник редактора Волл-стріт джорнел, його статті також публікувалися в Нью-Йорк таймс та Гарперс меґезін. Автором більше десятка книг і ряду рецензій.
Після виходу на пенсію його звинуватили в антисемітизмі та теоретизуванні змови Антидефамаційною лігою, Southern Poverty Law Center та іншими організаціями.

## Життєпис
Кавалер Ордена Почесного легіону, республіканець, колишній помічник з економічної політики міністра фінансів США в адміністрації Рональда Рейгана (1981—1982). Працював старшим науковим співробітником Гуверівського інституту у Стенфордському університеті.
Колишній редактор та оглядач газет «Волл-стріт джорнел», «Блумберг Бізнесвік» та «Шаблон:Scripps Howard News Service». Свого часу був автором постійної колонки в газеті The Washington Times. За словами Робертса, після того, як він виступив із критикою політики Джорджа Буша молодшого, з 2004 року йому не дозволяють друкуватися в основних газетах США.
Часто публікується в часописі «CounterPunch» з критичними статтями про фінансову та економічну політику США часів адміністрацій Джорджа Буша-молодшого та Барака Обами.
2009 року виступив із критикою «кольорових революцій» у Грузії та в Україні, назвавши їх спланованими акціями ЦРУ.
У березні 2014 року охарактеризував «Євромайдан» та зміну влади в Україні як цілеспрямовану операцію США проти Росії. Зокрема, організаторами протестів в Україні назвав ЦРУ і Державний департамент США з метою — завадити Україні зупинятися на дорозі до асоціації з Європейським Союзом. Бо геополітичному пануванню США заважають Іран, Китай та Росія. Україна ними розглядається як інструмент впливу на Росію. США закликає Росію не вводити війська до Криму (на територію України)
Різко критикував діяльність президента США Барака Обами та його адміністрації щодо Євромайдану 2013—2014 років в Україні.
У листопаді 2016 року звернувся з проханням про надання російського громадянства.
У травні 2021 року звинуватив владу США у маніпулятивному спотворенні світової інформаційної картини за допомогою підконтрольних ЗМІ. При цьому наголосивши, що цьому процесові посприяла і російська влада, яка «по важких для розуміння причин» виявляє толерантність до цього.

## Шість пунктів
Пол Робертс відомий у США своєю критикою президента Джорджа Буша — молодшого. В 2005 році він опублікував так звані «шість пунктів». Їх короткий зміст:
1. Немає реального підвищення кількості робочих місць, [спростовує статистику поліпшень]. […] Нові робочі місця створюються у секторах обслуговування — виробництва виводяться за кордон.

 2. США імпортує на 50% більше, ніж вивозить. Долар різко впав, що підмиває заощадження іноземців.
3. Нещодавно (26 січня 2005 року) Китайський економічний інститут оголосив, що «Китай втратив віру у стабільність долара». Імовірним наслідком такого розуміння стане припинення використання іноземцями своїх торгових прибутків для підтримки бухгалтерії США […].
4. Америка дедалі більше залежить від імпорту. Половина дефіциту з Китаєм є американським закордонним (у Китаї) виробництвом для американського внутрішнього ринку. Компанії стверджують, що аутсорсинг, вивезення виробництва, зміцнюють економіку і створюють робочі місця. […]
5. Середня зарплата в США у реальному обчисленні падає. Якщо вивіз виробництва створює робочі місця, виходить, що вони гірші, ніж вивезені. Це шлях до зубожіння.
6. Все відбувається на тлі найсприятливіших стимулюючих умов, які я бачив у свойому житті. Якщо і це не може створити робочі місця та покращувати зарплати, що ж зможе?

 Коли долар перестане бути резервною валютою, Америка припинить бути наддержавою […]

## Публікації
П. Робертс опублікував багато статей в наукових журналах, включаючи такі, як The Journal of Political Economy, Journal of Law and Economics, Journal of Law and Economics, Journal of Monetary Economics, Classica et Mediaevalia, Slavic Review, Soviet Studies, Oxford Economic Papers, Studies in Banking and Finance, Public Choice, Ethics, Cardoza Law Review, Rivista de Political Economica і Zeitschrift fur Wirtschafspolitik.
Йому належить низка публікацій у провідних періодичних виданнях світу, в тому числі в Commentary, The Public Interest, The National Interest, Policy Review, National Review, The Independent Review, Harper's, The New York Times, The Washington Post, Лос-Анджелес Таймс, Fortune, The Times, The Financial Times, The Spectator, The International Economy, Il Sole 24 Ore, Ле фігаро, Ліберасьйон та Ніхон кейдзай сімбун.

### Книги
Пол Крейг Робертс є автором 14 книг:
- Alienation and the Soviet Economy (1971, 1990) ISBN 0-8419-1247-5
- Marx's Theory of Exchange, Alienation, and Crisis (1973, 1983) ISBN 0-03-069791-3 (Spanish language edition: 1974)
- Успішна справа революції: Інституту бухгалтерського обліку в Washington (1984) ISBN 0-674-85620-1 (Chinese language edition: 2012)
- Meltdown: Inside the Soviet Economy (1990) ISBN 0-932790-80-1
- The Capitalist Revolution in Latin America (1997) ISBN 0-19-511176-1 (Spanish language edition: 1999)
- The New Color Line: How Quotas and Privilege Destroy Democracy (1995) ISBN 0-89526-423-4
- How the Economy Was Lost: The War of the Worlds (2010) ISBN 978-1-84935-007-5
- Wirtschaft Am Abgrund (2012) ISBN 978-3-938706-38-1
- Chile: Dos Visiones, La era Allende-Pinochet (2000) ISBN 956-284-134-0
- The Failure of Laissez Faire Capitalism and Economic Dissolution of the West (2012) ISBN 0-9860362-5-0
- How America was Lost. З 9/11 до Police/Warfare State (2014) ISBN 978-0-9860362-9-3
- The Neoconservative Threat to World Order: Washington's Perilous War for Hegemony (Clarity Press, 2015) ISBN 0986076996
- Amerikas Krieg gegen die Welt… und gegen seine eigenen Ideale (Kopp Verlag, 2015) ISBN 386445221X